# Roque Gonzales
Roque Gonzales là một đô thị thuộc bang Rio Grande do Sul, Brasil. Đô thị này có diện tích 346,622 km², dân số năm 2007 là 7304 người, mật độ 21,07 người/km².